# Live in a World Full of Hate
Live in a World Full of Hate is het eerste livealbum van de Amerikaanse punkband Sick of It All. Het album werd op 16 april 1995 uitgegeven via het Duitse platenlabel Lost and Found Records op cd en vinyl. Op de albumhoes wordt er verkeerde informatie gegeven over waar en wanneer het album is opgenomen. De hoes vermeld dat het is opgenomen in New Jersey op 26 september 1993, terwijl het in feite in 1994 tijdens een show in Berlijn is opgenomen.

## Nummers
1. "Injustice System" - 2:33
2. "It's Clobberin' Time" - 0:47
3. "Violent Generation" - 1:45
4. "Alone" - 1:57
5. "The Pain Strikes" - 3:11
6. "Shut Me Out" - 2:25
7. "Pushed Too Far" - 0:55
8. "Friends Like You" - 1:20
9. "Locomotive" - 2:50
10. "World Full of Hate" - 2:25
11. "Just Look Around" - 2:48
12. "What's Going On" - 2:07
13. "Give Respect" - 1:24
14. "Disillusion" - 2:08
15. "No Labels" - 0:55
16. "Pete's Sake" - 0:49
17. "G.I. Joe Head Stomp" - 1:22
18. "We Want The Truth" - 2:32
19. "The Blood & The Sweat" - 1:42
20. "The Shield" - 2:44
21. "We Stand Alone" - 2:40
22. "Indust" - 2:36
23. "My Life" - 0:49
24. "Betray" - 2:52